# Linwood (Lincolnshire)
Linwood – wieś i civil parish w Anglii, w hrabstwie Lincolnshire, w dystrykcie West Lindsey. Leży 21 km na północny wschód od Lincoln i 207 km na północ od Londynu.
W 2011 roku civil parish liczyła 143 mieszkańców. Linwood jest wspomniana w Domesday Book (1086) jako Lindude.